# Vertshuset den gyldne hale
Vertshuset den gyldne hale (översatt till svenska: Värdshuset den gyllene svansen) är en norsk julekalender som gick på NRK 1989. Alla skådespelarna pratade både norska och norskt teckenspråk (tecken till tal).
Manus skrevs av Grete Høien och Gudny Hagen. Grete Høien var även regissör. Hon har sagt till Dagbladet Magasinet att av alla serier hon har jobbat med är hon mest stolt över Vertshuset den gyldne hale.[källa behövs]

## Handling
I varje avsnitt kommer en ny gäst till värdshuset som ska stanna och fira jul där. Under avsnittens gång stöter personalen på olika besvärligheter som gäster som vill bo i samma rum, pigan upptäcker något mystiskt när hon dammar av en lampa och ett målning dyker upp under trappen i receptionen.

## Rollista
- Kari Simonsen – Julie
- Per Jansen – Victor
- Hanne Enerhaugen – Marie
- Ronny Nilsen – Ole
- Else Strand – Oles mamma
- Svein Gården – herr Nes
- Ingrid Vollan – mamma från Holland
- Nanna Grit Fredheim – dotter från Holland
- Gry Kaasa – rörläggare Tangen
- Roar Kleiven – julsäljaren
- Elsa Lindade Olsen – Egge-Louise
- Sigurd Ørsnes – Hermansen
- Mirjam Pedersen – Anette (trollampan)
- Mira Zuckermann – den röda damen (trollampan)
- Magnus Nielsen – burkens röst (trollampan)
- Pål Christian Nord – den döva killen (trollampan)
- Børge Olsen – skådespelarkillen (trollampan)
- Åsmund Hyser – trollkarlen (trollampan)
- Erik O.Sørensen – herr Dal
- Inger Teien – fröken Fuglesang
- Viktor Trutt – herr Berg
- Harriet Ebbestad Landehagen – moster Constanse från Australien
- Terje Lund – Glansvik
- Anne-Ju Schrøder – Glansviks dotter
- Sissel Gjøen – fru Smith
- Håkon Hammer – fru Smiths son
- Sofie Cappelen Stange – fru Smiths dotter
- Tomm Percy Christensen – jonglör
- Brynjulf Dammen – ring
- Petter Vabog – Melvin Tix
- Hans Petter Vabog – Mini Melvin

## Visning och utgivning
Programmet gick i repris på NRK 1994 och finns utgiven på DVD av Platekompaniet.